# Kakuōzan (metropolitana di Nagoya)
Kakuōzan (覚王山駅?, Kakuōzan-eki) è una stazione della metropolitana di Nagoya situata nel quartiere di Chikusa-ku, nel centro di Nagoya ed è servita dalla linea Higashiyama.

## Linee
Linea Higashiyama

## Struttura
La stazione, sotterranea, possiede due banchine laterali con due binari passanti. L'accesso è facilitato da ascensori e scale mobili presenti su entrambi i marciapiedi, e alcune uscite in superficie, e sono installati tornelli automatici.
| 1 | Linea Higashiyama | per Higashiyama Kōen e Fujigaoka                     |
| 2 | Linea Higashiyama | per Chikusa, Sakae, Nagoya, Nakamura Kōen e Takabata |

## Stazioni adiacenti
| «                 | Servizio          | »                 |
| Linea Higashiyama | Linea Higashiyama | Linea Higashiyama |
| ----------------- | ----------------- | ----------------- |
| Ikeshita          | -                 | Motoyama          |